# مکتب ملطی

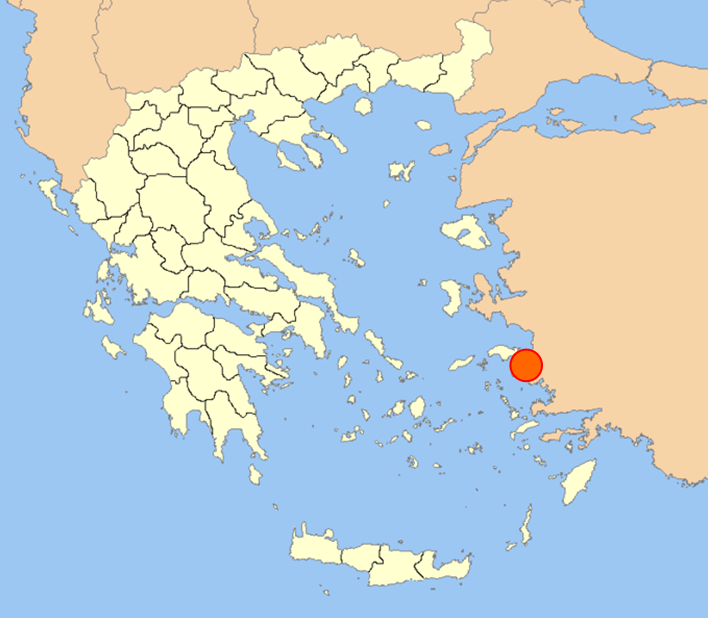
ملط، زادگاهِ فیلسوفان کهن، در غرب آناتولی

مکتب ملطی، نام مکتبی فلسفی است که در سدهٔ ۶ پیش از میلاد، در ملط رواج داشت. فیلسوفانِ این مکتب از اهالیِ شهر ملط، واقع در ایونیه بودند. از این فیلسوفان می‌توان به تالس، آناکسیماندروس و آناکسیمنس اشاره کرد.
افکارِ این فیلسوفان بیشتر طبیعی بود تا مابعدالطبیعی. هر کدام از آنان می‌کوشید تا مادّهٔ اصلی‌ای که جهان بر اساسِ آن به وجود آمده است یا به اصطلاح، مادّةالمواد را کشف کند.

## مادّةالمواد

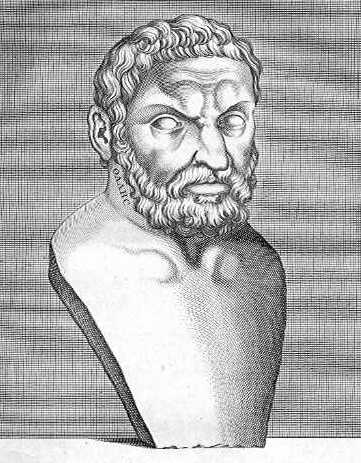
تالس

تالس بر این عقیده بود که آب مادّةالمواد است و دیگر چیزها را ساخته‌شده از آب می‌دانست و گمان می‌کرد که زمین بر روی آب ایستاده است.
آناکسیماندروس برخلافِ تالس، آب را مادّةالمواد نمی‌دانست و برای اینکه ثابت کند این فرض غلط است، چنین استدلال می‌کرد: اگر یکی از این عناصر (آب، آتش، هوا و خاک) عنصر اصلی بود، عناصر دیگر را تسخیر می‌کرد. این عناصر مخالف یکدیگرند: هوا سرد، آب مرطوب، خاک خشک و آتش گرم است؛ بنابراین، مادّةالمواد باید خنثی باشد، نه یکی از همین عناصر.
آناکسیمنس، آخرین فیلسوف از فیلسوفان سه‌گانهٔ ملطی، بر این عقیده بود که مادّةالمواد، هواست. آتش هوای رقیق شده است، آب هوای متراکم شده است و اگر بیشتر متراکم شود، خاک و سپس سنگ می‌شود.

## کیهان‌شناسی
اختلافِ نظرِ این فیلسوفان بر مادّةالمواد محدود نشد، بلکه به کیهان‌شناسی هم کشیده شد. چنانچه گفته شد، تالس گمان می‌برد که زمین بر روی آب شناور است. آناکسیمندر بر این عقیده بود که زمین به شکل استوانه است و خورشید را جسمی به بزرگیِ زمین، یا بیست برابر زمین، یا بیست و هشت برابر زمین گمان می‌کرد. آناکسیمنس نیز از آنجا که هوا را مادّةالمواد می‌دانست، زمین را به شکل میز مسطحی فرض می‌کرد که هوا پیرامونش را فراگرفته است.